# Милорад Медаковић
Милорад Медаковић (Звониград, новембар 1824 — Београд, 14/26. март 1897) био је српски историчар, новинар и дипломата. Медаковић је био секретар и војвода књаза Данилa, биограф Његошев, и брат Данилa Медаковићa (1819—1881)

## Биографија
Гимназију је похађао у Сремским Карловцима и Задру.
Милорад Георгије Медаковић са братом Данилом окретао је точак историје свог народа. Подједнако се борио за његово ослобађање и збацивање плашта заосталости. Романтичарским заносом ширио је идеју словенства и љубав према Русији, чијом се тадашњом моћи поносио колико и својом српском припадношћу. Ношен патриотизмом Милорад године 1844. на препоруку тадашњег дубровачког пароха и уредника „Магазина српско-далматинског“ Ђорђа Николајевића одлази на Цетиње и постаје учитељ. Од тада почиње Милорадова узбудљива дипломатска, новинарска, истраживачка и књижевничка каријера. После неколико година учитељевања, Петар II Петровић Његош именује Милорада за свога првог ађутанта. Убрзо постају велики пријатељи, четворогодишњи сарадници и саборци. Заједно одлазе у Беч, где му Његош поверава улогу коректора „Горског вијенца".
По повратку из Аустрије Милорад свраћа у Венецију, ради прикупљања грађе о Црној Гори. Годину дана касније одлучује се да напусти, Цетиње и крене у новинарску и књижевну авантуру, записано је у „Гласу Црногорца“ у бр. 51, 26. новембра 1894.
Већ 1. септембра 1848. Милорад се обрео у Котору, а два месеца касније у Сремским Карловцима, где се прикључује свом брату, др филозофије Данилу Медаковићу, који је у то време био познати новинар и издавач часописа „Напредак“. Због писања чланака против Метернихове политике угњетавања јужних Словена, Милорад је 1849. био ухапшен. По изласку из апсане одлази у Загреб, где се прикључује Људевиту Гају и постаје сарадник „Народних новина“. Био је главни уредник „Шумадинке“, покренуо је и часописе 'Војвођанка“ 1851. године и „Јужна пчела“ (покренут 15. октобра 1851) . Крајем 1854. Милорад добија позив са Цетиња „да се прими положаја секретара књаза Данила“. У јуну 1885. прихвата понуђено и тако улази у политику. Милорад Медаковић био је на челу црногорске делегације код руског цара Александра трећег, када је 1878. издејствована независност Црне Горе. Фотографија је из Беча, аутор Анастас Јовановић, први српски фотограф. За заслуге Милорад Медаковић је од руског цара добио сабљу и орден Свете Ане првог степена што се и види на фотографији. Једно време био је чиновник Руског посланства у Београду.
Радио је и на прикупљању књига за цетињску библиотеку, а у Дубровнику је завршио фотографски курс и тако 1845. постао први црногорски фотограф. Умро је у Београду 14. марта 1897.у 74. години живота, завештавши три куће и све акције српском народу.
Најзначајније дело Милорада Медаковића је „Живот и обичаји Црногораца“ (1860).